# 施托倫沃特魏爾湖

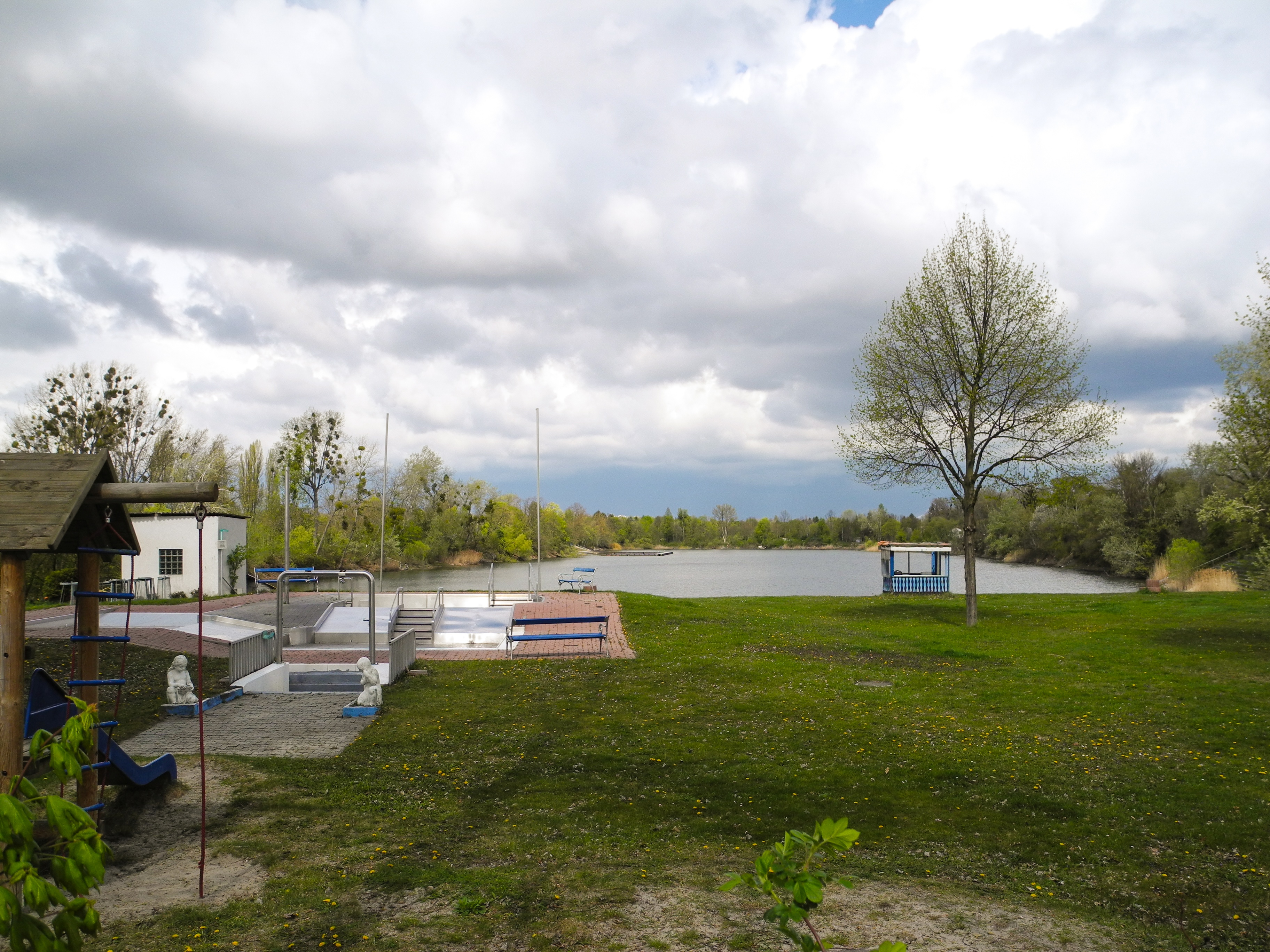

49°27′11″N 8°28′14″E / 49.45318698°N 8.47042382°E
施托倫沃特魏爾湖（德語：Stollenwörthweiher），是德國的湖泊，位於該國西南部，由巴登-符騰堡州負責管轄，處於曼海姆西南面，長0.6公里、寬0.2公里，面積0.08平方公里，海拔高度93米，最大水深16米。